# Михайловська (Великоустюзький район)
Миха́йловська (рос. Михайловская) — присілок у складі Великоустюзького району Вологодської області, Росія. Входить до складу Зарічного сільського поселення.

## Населення
Населення — 5 осіб (2010; 9 у 2002).
Національний склад (станом на 2002 рік):
- росіяни — 100 %